# NGC 1448
NGC 1448 (NGC 1457) est une galaxie spirale vue par la tranche et située dans la constellation de l'Horloge. La galaxie NGC 1457 a été découverte par l'astronome américain John Herschel en 1835 et inscrite au New General Catalog sous la désignation NGC 1448. John Herschel a aussi observé cette même galaxie le 14 décembre 1835 et ne s'est pas rendu compte qu'il s'agissait de la même observée le mois précédent. C'est cette observation de décembre a été incluse dans le New General Catalog sous la désignation NGC 1448.

## Caractéristiques
La classe de luminosité de NGC 1448 est III-IV et elle présente une large raie HI. 

### Distance
Sa vitesse par rapport au fond diffus cosmologique est de 1 102 ± 5 km/s, ce qui correspond à une distance de Hubble de 16,3 ± 1,1 Mpc (∼53,2 millions d'al).
À ce jour, 56 mesures non basées sur le décalage vers le rouge (redshift) donnent une distance de 16,434 ± 3,249 Mpc (∼53,6 millions d'al), ce qui est à l'intérieur des valeurs de la distance de Hubble.

### Luminosité dans l'infrarouge
La luminosité de la galaxie NGC 1448 dans l'infrarouge lointain (de 40 à 400 µm)  est égale à 5,01 × 109 {\displaystyle L_{\odot }} (109,70{\displaystyle L_{\odot }}) et sa luminosité totale dans l'infrarouge (de 8 à 1 000 µm) est de 6,03 × 109 {\displaystyle L_{\odot }} (109,78{\displaystyle L_{\odot }}).

## Supernovas

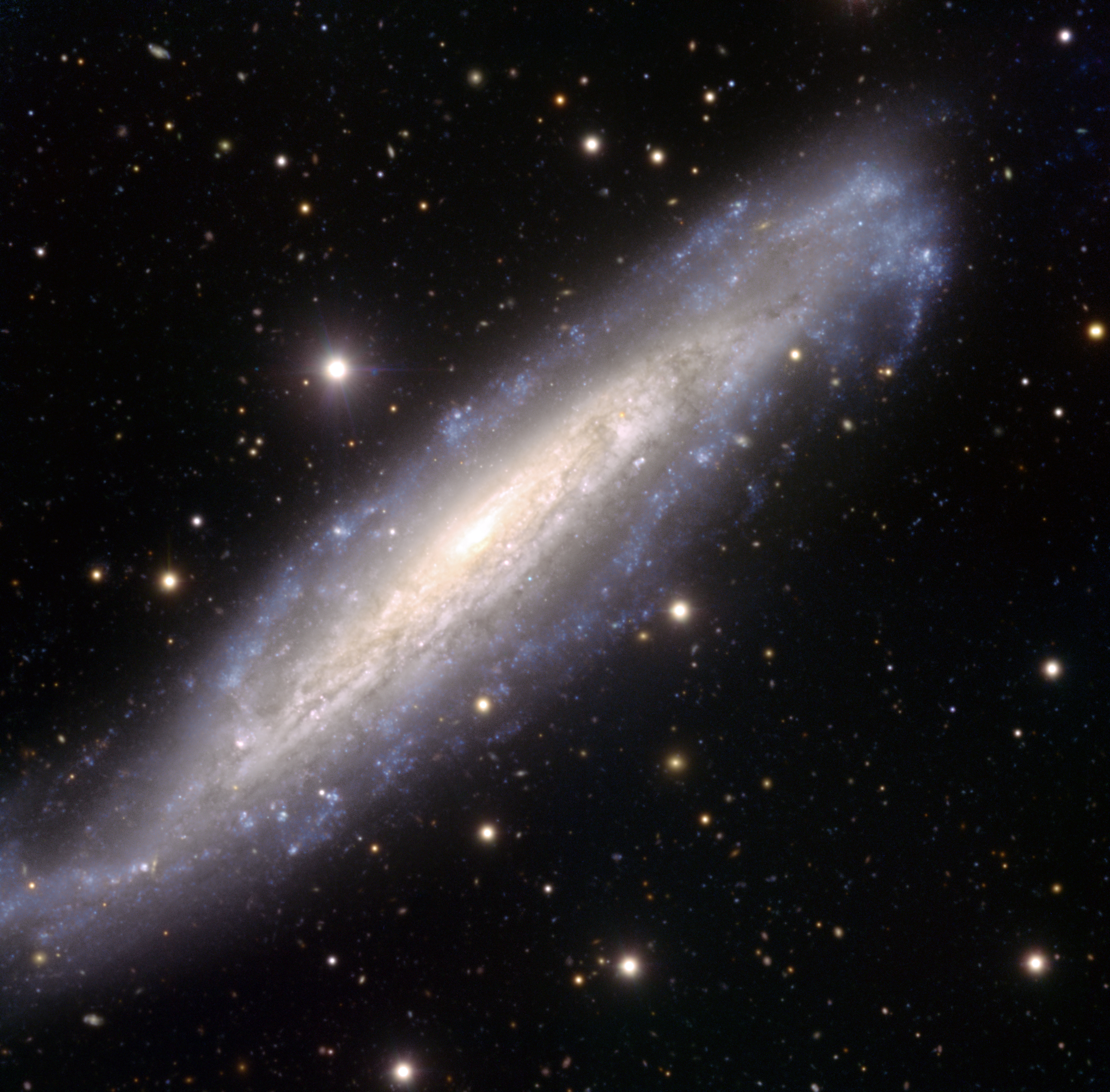
L'étoile correspondant à la supernova 2003hn est le point rouge dans la partie supérieure droite du disque et celle correspondant à la supernova 2001ej est un petit point bleu dans la partie centrale de l'image captée par le VLT.

Quatre supernovas ont été découvertes dans NGC 1448 : SN 1983S, SN 2001el, SN 2003hn et SN 2014df.

### SN 1983S
Cette supernova a été découverte le 6 octobre 1983 par l'astronome amateur australien Robert Evans. Cette supernova était de type II. 

### SN 2001ej
Cette supernova a été découverte le 17 septembre 2001 par l'astronome amateur sud africain Berto Monard. Cette supernova était de type Ia.

### SN 2003hn
Le 25 août 2003, Robert Evans a découvert une deuxième supernova dans cette galaxie. Cette supernova était de type II.

### SN 2014df
Le 3 juin 2014, Berto Monard a découvert une deuxième supernova dans cette galaxie. Cette supernova était de type Ib.

## Groupe de NGC 1433, de NGC 1448 et de NGC 1493
Selon Richard Powell du site « Un Atlas de l'Univers », NGC 1411 fait partie du groupe de NGC 1433 qui compte 10 galaxies. Ce groupe fait partie de l'amas du Fourneau.
Toutefois, selon un article publié par A.M. Garcia en 1993, NGC 1448 est la galaxie la plus grosse et la plus brillante d'un groupe de galaxies qui porte son nom. Le groupe de NGC 1448 compte cinq galaxies. En plus de NGC 1448, les quatre autres galaxies du groupe sont IC 1970, NGC 1411, PGC 13390 et PGC 13409. Les autres galaxies du groupe de NGC 1433 de Powell se retrouvent dans le groupe de NGC 1493 indiqué dans l'article de Powell.
La distance moyenne des galaxies groupe de NGC 1433 de Powell est de 15,5 Mpc, celle du groupe de NGC 1448 de 15,1 Mpc et celle du groupe de NGC 1493 de 14,8 Mpc. Les galaxies NGC 1433, NGC 1495, NGC 1527 et PGC 14225 du groupe de NGC 1433 (Powell) ne figurent ni dans le groupe de NGC 1448 ni dans celui de NGC 1493. Si on réunissait toutes les galaxies mentionnées par Powell et Garcia en un seul groupe, celui-ci renfermerait 15 galaxies dont la distance moyenne serait de 14,1 ± 1,7 Mpc.